# Timeless (album de Goldie)
Pour les articles homonymes, voir Timeless.
Albums de Goldie
Ring of Saturn
(1998)
Timeless est le premier album de Goldie, considéré comme l'un des albums majeurs de la jungle.

## Morceaux
1. "Timeless" (21:03)
  - I. Inner City Life
  - II. Pressure
  - III. Jah
2. "Saint Angel" (7:17)
3. "State of Mind" (7:06)
4. "Sea of Tears" (12:04)
5. "Angel" (4:58)
6. "Sensual" (8:13)
7. "Kemistry" (6:50)
8. "You & Me" (7:02)